# Historic Scotland
Historic Scotland, littéralement en français « Écosse historique », est l'agence écossaise des Monuments historiques.

## Présentation
Elle a été créée en tant qu'agence en 1991 et a été attaché au département exécutif écossais d'éducation, qui regroupe tous les aspects liés au culturel, en mai 1999. En tant qu'élément, elle est directement responsable envers les ministres écossais de sauvegarder l'héritage de la nation écossaise et de favoriser sa compréhension et sa sauvegarde. Selon la règle du Parlement écossais, cette mission fait partie des missions du gouvernement de ce pays. Organisme du gouvernement, Historic Scotland fonctionne d'une manière semblable à ses homologues dans d'autres parties du Royaume-Uni :
- English Heritage  ;
- Cadw.

Le rôle de Historic Scotland n'a pas été sans polémique. En 2002, des propositions de reconstitution du château de Tioram dans les montagnes de l'Écosse de l'Ouest, en remettant un toit, ont été bloquées par Historic Scotland, qui préférait le sauvegarder uniquement comme ruine. Cette position a été soutenue dans une enquête locale publique pour laquelle les arguments des deux côtés ont été entendus. (les résultats de l'enquête sont disponibles à ). De tels conflits sur la façon la plus appropriée de conserver un bâtiment historique sont classiques, mais sont normalement résolus dans un contexte d'apaisement et de médiation. Historic Scotland semble avoir traité ce conflit de manière autocratique et en ignorant les besoins économiques de l'Écosse rurale (qui ne sont pas, après tout, dans son mandat).